# Giraudel
Giraudel ist ein Ort im Südwesten von Dominica. Die Gemeinde hatte im Jahr 2011 588 Einwohner. Giraudel liegt im Parish Saint George.

## Geographische Lage
Der Ort liegt südlich von Morne Prosper und Trafalgar.